# Sint-Theresiakerk (Vilnius)
De Sint-Theresiakerk (Litouws: Šv. Teresės bažnyčia) is een barok kerkgebouw in het zuiden van het historische centrum van Vilnius, Litouwen, vlak bij de Poort van de Dageraad en de orthodoxe Kerk van de Heilige Geest.
De missen worden dagelijks op verschillende tijden in het Latijn, Litouws en Pools gevierd.

## Geschiedenis

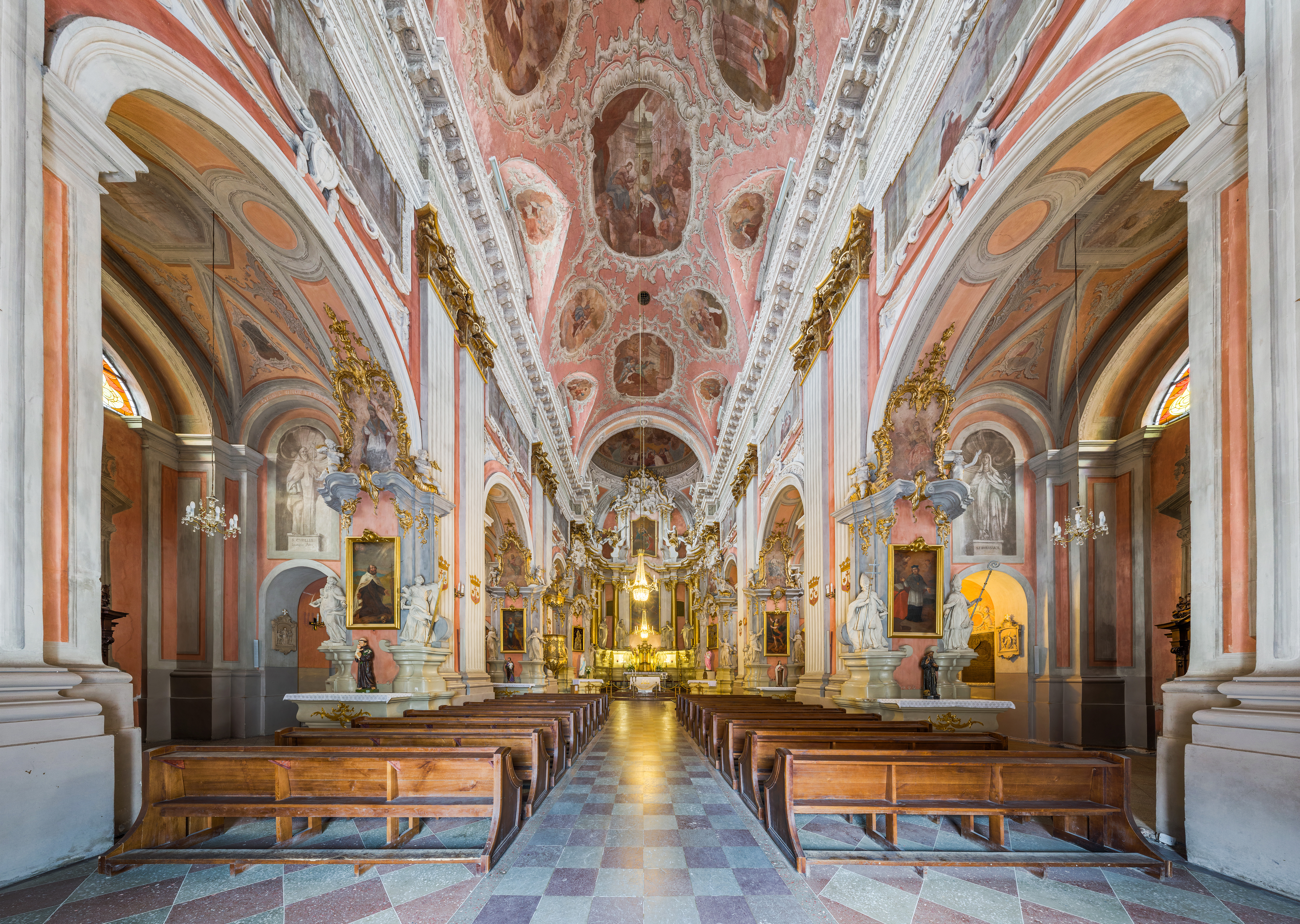
Interieur

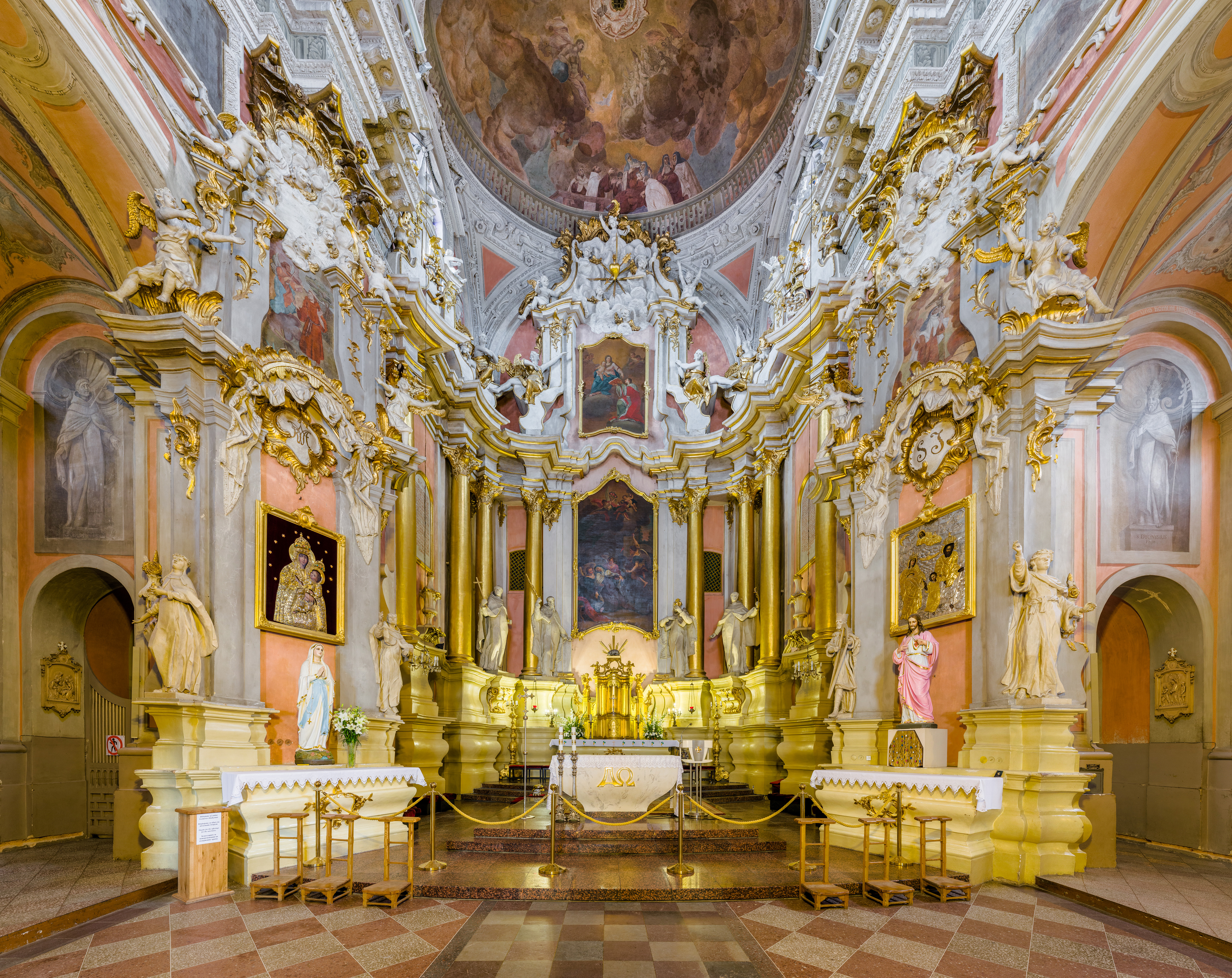
Interieur

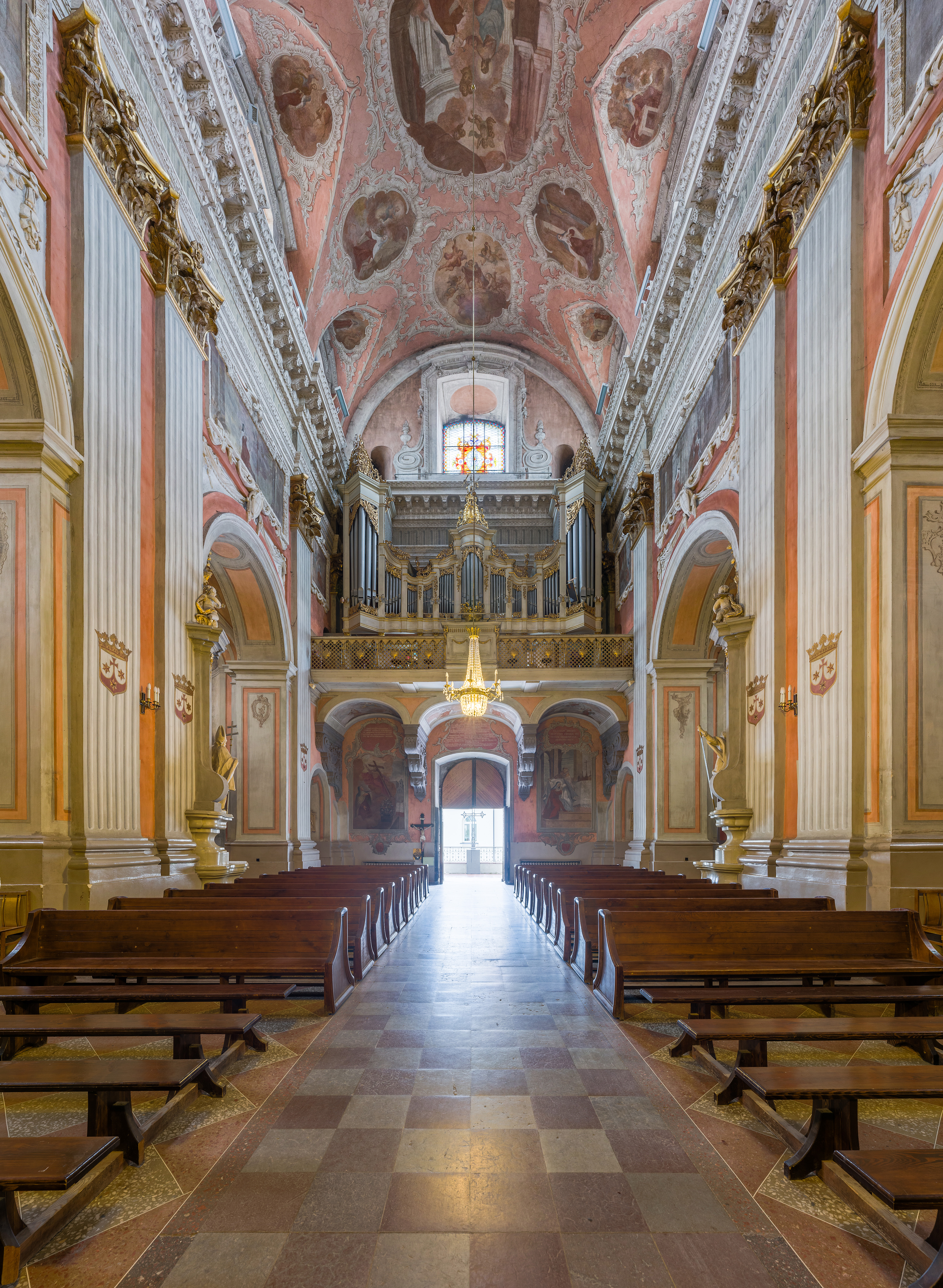
Interieur

Vanuit Lublin kwamen er naar Vilnius ongeschoeide karmelieten en bouwden een kleine houten kerk voor hun klooster in 1627. Enkele jaren later werkten zij aan een veel grotere stenen kerk. De basicale kerk werd in het midden van de 17e eeuw aan de mystica Theresia van Ávila gewijd en bezit een gevel die veel gelijkenis vertoont met de jezuïtische kerken uit dezelfde periode.
Waarschijnlijk werd de kerk gebouwd door de architect Ulrich Gosius, die eveneens het paleis van Radziwiłł in de stad ontwierp. Met zekerheid is vast te stellen dat de gevel een ontwerp is van de Italiaanse architect Constantino Tencalo.
De kerk liep in de jaren 1749 en 1760 ernstige brandschade op. Het gebouw werd net als een aantal andere kerken gerestaureerd door de bekende Duitse architect Johann Christoph Glaubitz, die een kleine klokkentoren aan de kerk toevoegde. Het interieur werd geheel in de rococo stijl versierd. De bekende schilder Szymon Czechowicz maakte het schilderij voor het hoofdaltaar van de Heilige Maagd met het Kind Jezus en Sint-Casimir en de beschildering boven het altaar, dat de Vervoering van de heilige Theresia voorstelt.
De monniken namen deel aan de verdediging van de stad tijdens de Kościuszko-opstand in 1794 tegen het imperiale Rusland. Gedurende de invasie van Napoleon in 1812 werd het klooster in een kazerne veranderd en het kerkmeubilair geroofd. De schilder Kanuty Rusiecki (1800-1860) decoreerde vervolgens het interieur en er werden in 1829 classicistische elementen aan het gebouw toegevoegd, zoals de galerij die de kerk verbindt met de kapel van de Poort van de Dageraad, waar zich het miraculeuze icoon van de Heilige Maagd bevindt. De Russische autoriteiten besloten uiteindelijk om het klooster in 1844 te sluiten. De kerk werd daarna slechts als parochiekerk gebruikt en het klooster werd aan het orthodoxe klooster van de Heilige Geest gegeven. In 1868 wordt in het klooster een katholieke meisjesschool ondergebracht.
De kerk van Sint-Theresia werd in de late 19e eeuw gerestaureerd. Het is een van de weinige kerken in de destijds voornamelijk Poolse stad waar in 1912 ook in het Litouws werd gepreekt. Tijdens het interbellum, toen de stad deel uitmaakte van de Poolse republiek, keerden Poolse karmelieten terug naar het klooster. Volgens het testament van de grondlegger van Tweede Poolse Republiek werd het hart van de Poolse staatsman Pilsudski in 1935 in de kerk bijgezet. Een jaar later werd het overgebracht naar het graf van zijn moeder op de Rasos Begraafplaats in Vilnius.
Na de Tweede Wereldoorlog werd het klooster door de communistische autoriteiten van de Socialistische Sovjet Republiek Litouwen geseculariseerd. De kerk werd in de jaren 1970 gerestaureerd en tijdens het Sovjet-regime niet gesloten voor de eredienst.